# 엘베룸

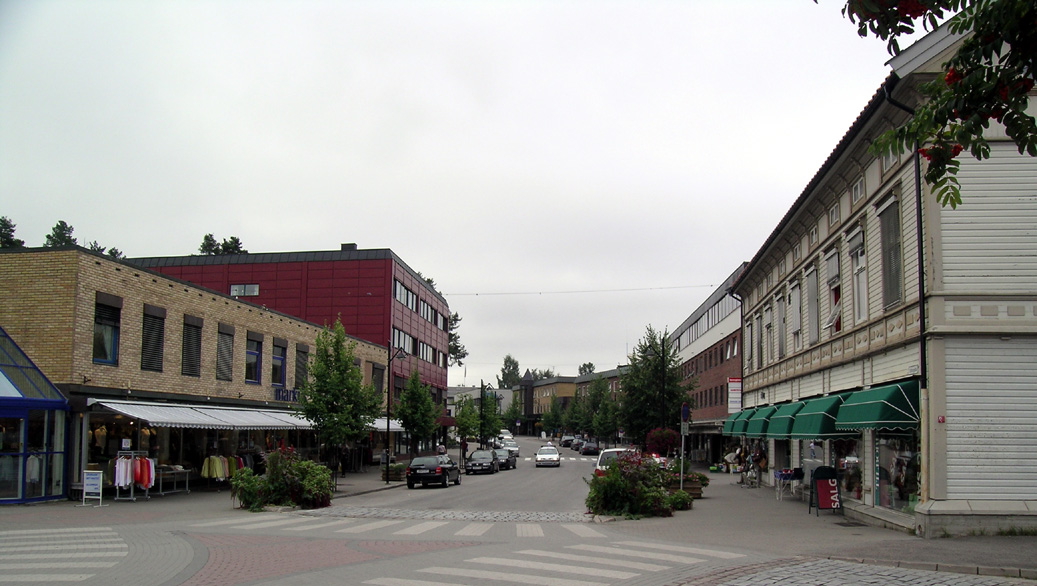
엘베룸

엘베룸의 위치

엘베룸(노르웨이어: Elverum)은 노르웨이 헤드마르크주의 도시이자 지방 자치체로 면적은 1,229km2, 인구는 21,086명(2017년 1월 1일 기준), 인구 밀도는 17.1명/km2이다.

시 문장